# Fletxa Brabançona 2018
La Fletxa Brabançona 2018 va ser la 58a edició de la Fletxa Brabançona. Es disputà l'11 d'abril de 2018 sobre un recorregut de 201 km amb sortida a Lovaina i arribada a Overijse. La cursa formava part de l'UCI Europa Tour amb una categoria 1.HC.
El vencedor final fou el belga Tim Wellens (Lotto Soudal), que s'imposà en solitari. Sonny Colbrelli i Tiesj Benoot completaren el podi.

## Equips
L'organització convidà a 21 equips a prendre part en aquesta edició de la Fletxa Brabançona.
| WorldTeams (7)- Bahrain-Merida - BMC Racing Team - Lotto Soudal - Mitchelton-Scott - Quick-Step Floors - Dimension Data - Lotto NL-Jumbo Equips continentals professionals (14)- Aqua Blue Sport - CCC Sprandi Polkowice - Cofidis, Solutions Crédits - Direct Énergie - Israel Cycling Academy - Nippo-Vini Fantini-Europa Ovini - Roompot-Nederlandse Loterij - Sport Vlaanderen-Baloise - Fortuneo-Samsic - Team Novo Nordisk - Vérandas Willems-Crelan - Vital Concept - Wanty-Groupe Gobert - WB-Aqua Protect-Veranclassic |
| |

## Classificació final
| \| Classificació general \| Classificació general \| Classificació general \| Classificació general \| Classificació general \| \| Corredor \| Corredor \| Equip \| Temps \| \| \| --------------------- \| --------------------- \| ------------------------ \| --------------------- \| --------------------- \| \| 1r \| Tim Wellens \| Lotto-Soudal \| 4h 42' 48" \| \| \| 2n \| Sonny Colbrelli \| Bahrain-Merida \| + 9" \| \| \| 3r \| Tiesj Benoot \| Lotto-Soudal \| + 9" \| \| \| 4t \| Pieter Serry \| Quick-Step Floors \| + 9" \| \| \| 5è \| Jan Tratnik \| CCC Sprandi Polkowice \| + 9" \| \| \| 6è \| Andrea Pasqualon \| Wanty-Groupe Gobert \| + 9" \| \| \| 7è \| Dylan Teuns \| BMC Racing Team \| + 9" \| \| \| 8è \| Huub Duyn \| Verandas Willems-Crelan \| + 12" \| \| \| 9è \| Thomas Sprengers \| Sport Vlaanderen-Baloise \| + 14" \| \| \| 10è \| Daryl Impey \| Mitchelton-Scott \| + 14" \| \| |                  |                          |            |
| |                  |                          |            |
| Font: ProCyclingStats |                  |                          |            |
| Classificació general |                  |                          |            |
| Corredor | Corredor         | Equip                    | Temps      |
| 1r | Tim Wellens      | Lotto-Soudal             | 4h 42' 48" |
| 2n | Sonny Colbrelli  | Bahrain-Merida           | + 9"       |
| 3r | Tiesj Benoot     | Lotto-Soudal             | + 9"       |
| 4t | Pieter Serry     | Quick-Step Floors        | + 9"       |
| 5è | Jan Tratnik      | CCC Sprandi Polkowice    | + 9"       |
| 6è | Andrea Pasqualon | Wanty-Groupe Gobert      | + 9"       |
| 7è | Dylan Teuns      | BMC Racing Team          | + 9"       |
| 8è | Huub Duyn        | Verandas Willems-Crelan  | + 12"      |
| 9è | Thomas Sprengers | Sport Vlaanderen-Baloise | + 14"      |
| 10è | Daryl Impey      | Mitchelton-Scott         | + 14"      |